# Phlogiellus brevipes
Phlogiellus brevipes é uma espécie de aranha pertencente à família Theraphosidae (tarântulas).